# Timandra amatoria
Timandra amatoria är en fjärilsart som beskrevs av Fabricius 1781. Timandra amatoria ingår i släktet Timandra och familjen mätare. Inga underarter finns listade i Catalogue of Life.